# Cerocala rothschildi
Cerocala rothschildi là một loài bướm đêm trong họ Erebidae.